# Mercedes-Benz C-класс
Mercedes-Benz C-класс (ориг. нем. C-Klasse) — серия компактных представительских автомобилей немецкой автомобилестроительной компании Mercedes-Benz, дебютировавшая в 1993 году. Является развитием модели Mercedes-Benz 190. До появления A-класса в 1997 году серия представляла собой наименьшие автомобили как по габаритам, так и по классификации в иерархии марки Mercedes-Benz. C-класс включает в себя четыре поколения: W202, представленный в 1992 году, W203, сошедший с конвейера 18 июля 2000 года, W204, выпускавшегося с 2007 года и W205, дебютировавшего в 2014 году и производящегося до настоящего времени.
Изначально автомобили C-класса выпускались только в кузовах седан и универсал, однако начиная со 2-го поколения к ним прибавилось спорт-купе, которое впоследствии после проведения рестайлинга преобразовалось в отдельный CLC-класс. Позже, начиная с Mercedes-Benz W204, в линейку кузовов добавилось купе, а с приходом 4-о поколения в лице W205 её пополнил и кабриолет.
Как и многие иные модели торговой марки Mercedes-Benz автомобили C-класса имеют высокопроизводительные модификации от подразделения Mercedes-AMG. Кроме того, в рамках второго поколения была представлена единственная в истории фирмы высокопроизводительная модель с дизельным силовым агрегатом — C30 CDI AMG.
Автомобили C-класса сходят (или сходили) с конвейеров заводов в Зиндельфингене  и Бремене (Германия), а также в Ист-Лондоне (ЮАР).

## История

### Начало
В начале 80-х годов компания Mercedes-Benz испытывала трудности в связи с последствиями нефтяного кризиса 1973 года. Перед ней встал вопрос выпуска более компактной и экономичной машины. К тому же в 70-х появилась модель BMW 3-й серии, которая имела большие успехи при продажах. В итоге руководство компании Mercedes-Benz решило потратить около 600 миллионов немецких марок на разработку нового седана — компактную модель Mercedes-Benz 190 (W201).
Автомобиль, прозванный «Baby Benz», является первой в истории марки моделью с компактной компоновкой, сочетающий простоту и надёжность. Цена базовой версии сделала его доступным (по европейской классификации машина была в D-сегменте) и модель стала одной из самых массовых. Спортивный седан был особо успешен среди молодого поколения. Причём его приход даже создал внутрибрендовую конкуренцию с автомобилем более высокого класса Mercedes-Benz W123.
Изначально в 1982 году модельный ряд состоял из двух моделей: карбюраторная 190 и оснащенная впрыском топлива 190E. Год спустя появились две дизельные модели — 190D и более мощная 190D 2.2, а также бензиновая 190E 2.3. В 1984 году появилась более производительная модель 190E 2.3-16v, оснащённая четырьмя клапанами на цилиндр. 1985 год ознаменовал собой замену дизельной версии 190D 2.2 на 190D 2.5, а в следующем появились две новые флагманские модели — 190D 2.5 Turbo и 190E 2.6 . В 1989 году компания Mercedes-Benz попробовала войти в тюнинговый мир серией из 500 автомобилей 190E 2.5-16 Evolution, а год спустя Evolution II. Фактически серия состояла из 502 единиц, из которых 500 были проданы поклонникам, а 2 отправлены в музей. В 1990 году также появилась новая базовая версия 190E 1.8.
В 1991 году началась подготовка завершения выпуска. Первой ушла последняя карбюраторная модель марки 190, а 190E переименовали в 190E 2.0, и в августе 1993 года завершился выпуск. Всего за 11 лет было собрано около 1,8 миллиона автомобилей.
190 модель стала первым автомобилем Mercedes-Benz, серьёзно привлекшим внимание тюнинг-ателье, и фирмы Brabus и AMG сделали себе имя работая над данным автомобилем.
|                               |  |                                |  |                               |  |                             |  |                    |
| W201 ранних серий (1982—1984) |  | W201 поздних серий (1988—1993) |  | W201 ранних серий (1982—1984) |  | W201 16v модель (1988—1993) |  | 190 для DTM (1992) |

### Первый С-класс (1993—2000)
Несмотря на успех 190 модели, к началу 1990-х автомобиль явно устарел и требовал замены, соответствующей времени. Наиболее устаревшей оказалась система классификации моделей. Несмотря на девять разных объёмов двигателей, на всех сохранялся индекс "190" с целью отличать модель от более дорогих моделей бизнес-класса, обозначающихся индексами начиная с двухсотого — W123 и W124. В 1993 году на смену пришла долгожданная замена, получившая имя «С-klasse» и обозначение W202.
Внешне автомобиль оказался крупнее своего предшественника, и предлагался сразу в четырёх линиях исполнения начиная от стандартного Classic, подтянутый Esprit (отличавшийся сдвоенными выхлопными трубами), более серьёзный Sport (широкие шины, спортивные диски и салон) и роскошный Elegance (кожаный салон и т. д.) В 1997 году машина получает рестайлинг, главным моментом которого является добавление к ассортименту двигателей более экономичного четырёхцилиндрового форсированного М111, оснащённого компрессором, и дизельные моторы OM611 CDI с системой Common Rail.
В 1996 году появилась ещё одна модель C-класса — универсал S202. На базе седана также были разработаны купе C208 и кабриолет А208 как часть CLK класса. Mercedes-AMG GmbH, будучи с 1992 года официальным тюнинг-ателье концерна, представил целых три варианта модификации модели (первая С36 в 93-м году, но в 1997 году её заменила более мощная C43 с мотором V8). После покупки тюнера в 1998 году появилась также небольшая серия C55.
W202 повторил успех предшественника. Производство автомобиля завершилось в 2000 году для седана и в 2001 для универсала. Всего было собрано 1,87 миллиона автомобилей (869 704 автомобилей в Зиндельфингене и 1 000 823 в Бремене).
|      |  |      |  |      |  |      |  |         |
| W202 |  | W202 |  | S202 |  | S202 |  | C43 AMG |

### Второе поколение (2000—2007)
В марте 2000 года состоялось презентация второго поколения C-класса. Внешне автомобиль был похож на S-класс W220, с таким же округлённым кузовом, а внутри более просторным салоном ввиду более эргономичной компоновки.
Как и его предшественник автомобиль имел несколько линий исполнения — стандартную Classic, роскошную Elegance и спортивную Avantgarde. Значительную часть парка выпущенных машин составляла дизельная версия CDI. Кроме того, на Mercedes-Benz W203 впервые использовали технологию Common Rail для бензиновых моторов (CGI).
В 2001 году появился универсал S203 и одновременно трёхдверный лифтбэк CL203 Sportcoupe. Флагманские модели AMG изначально составляли С32 (V6), но в 2003 году, в качестве эксперимента, тюнинг-ателье представило первую (и пока единственную) дизельную модель C30 CDI (I5), которая в 2005 году была снята с производства. В 2004 году автомобиль С32 был заменён на более мощный С55 (V8).
Производство седана и универсала завершилось в 2007 году, а лифтбэк в 2008-м получил серьёзное обновление и был выделен в собственный Mercedes-Benz CLC-класс.
|      |  |      |  |       |  |      |  |              |
| W203 |  | S203 |  | CL203 |  | S203 |  | W203 для DTM |

### Третье поколение (2007—2014)
В 2007 году появилось третье поколение C-класса — Mercedes-Benz W204. Уже по традиции стиль автомобиля заимствован у S-класса, в данном случае модель W221. Автомобиль, как и его предшественник, выпускался в трёх линиях исполнения. Но если для W202 и W203 линии исполнения были косметическими, то для 204-го разница между ними стала больше. На версии Sport трёх-лучевая звезда была перемещена с капота на решётку радиатора. Также С-класс в данном кузове был доступен и в версии BlueEfficiency, наиболее экономичной и экологически чистой среди прочих в модельном ряду марки.
В 2011 году был проведён рестайлинг модели. В результате доработок обновлению подверглись: передняя оптика, бамперы, а также фонари автомобиля. Изменения также затронули интерьер и модельную гамму двигателей модели. На заказ стали доступны АКП 7G-Tronic Plus и мультимедийная система Comand APS (позже — COMAND Online). В 2011 году подразделение Mercedes-AMG представило мощнейшую модель серии — Mercedes-AMG C63 Coupe Black Series с двигателем мощностью свыше 500 лошадиных сил. Серийное производство 204 серии завершилось в ноябре 2013 года.
|      |  |      |  |      |  |         |  |              |
| W204 |  | S204 |  | W204 |  | C63 AMG |  | W204 для DTM |

### Четвёртое поколение (2014—2021)
В январе 2014 года дебютировал новый С-класс — Mercedes-Benz W205. Новинка получила новый кузов, обновлённый интерьер и дизайн в стиле нового S-класса.
|                            |  |                         |  |                            |  |                    |  |                |  |                             |
| W205 C220 BlueTEC AMG Line |  | C220 BlueTEC Avantgarde |  | W205 C350 e Plug-in Hybrid |  | Mercedes-AMG C63 S |  | C200 Cabriolet |  | Mercedes-Benz C250 T-Modell |

### Пятое поколение (2021—Настоящее время)
В 2021 году дебютировал новый С-класс — Mercedes-Benz W206

Автомобили W206
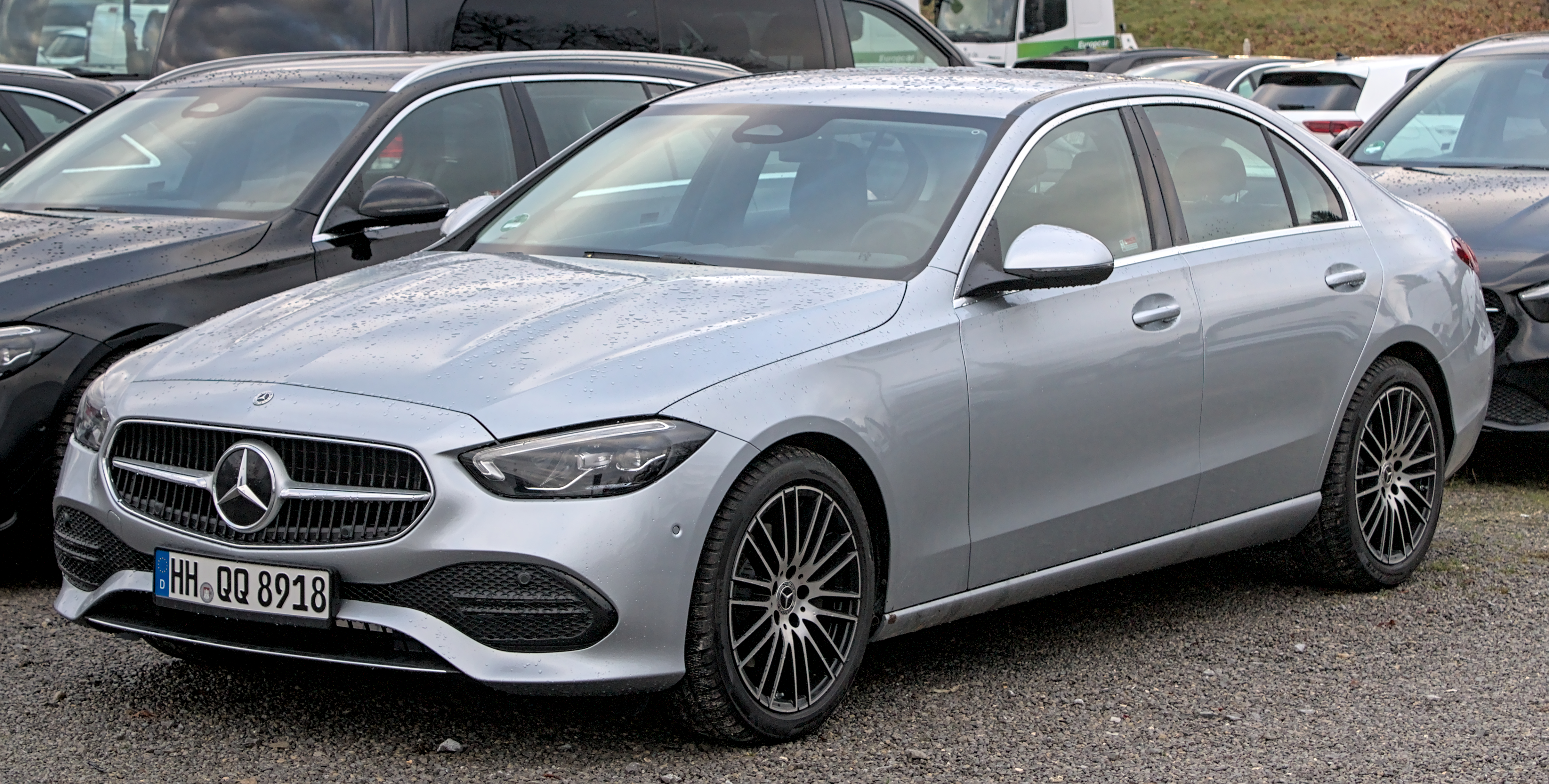
W206 C220d Sedan
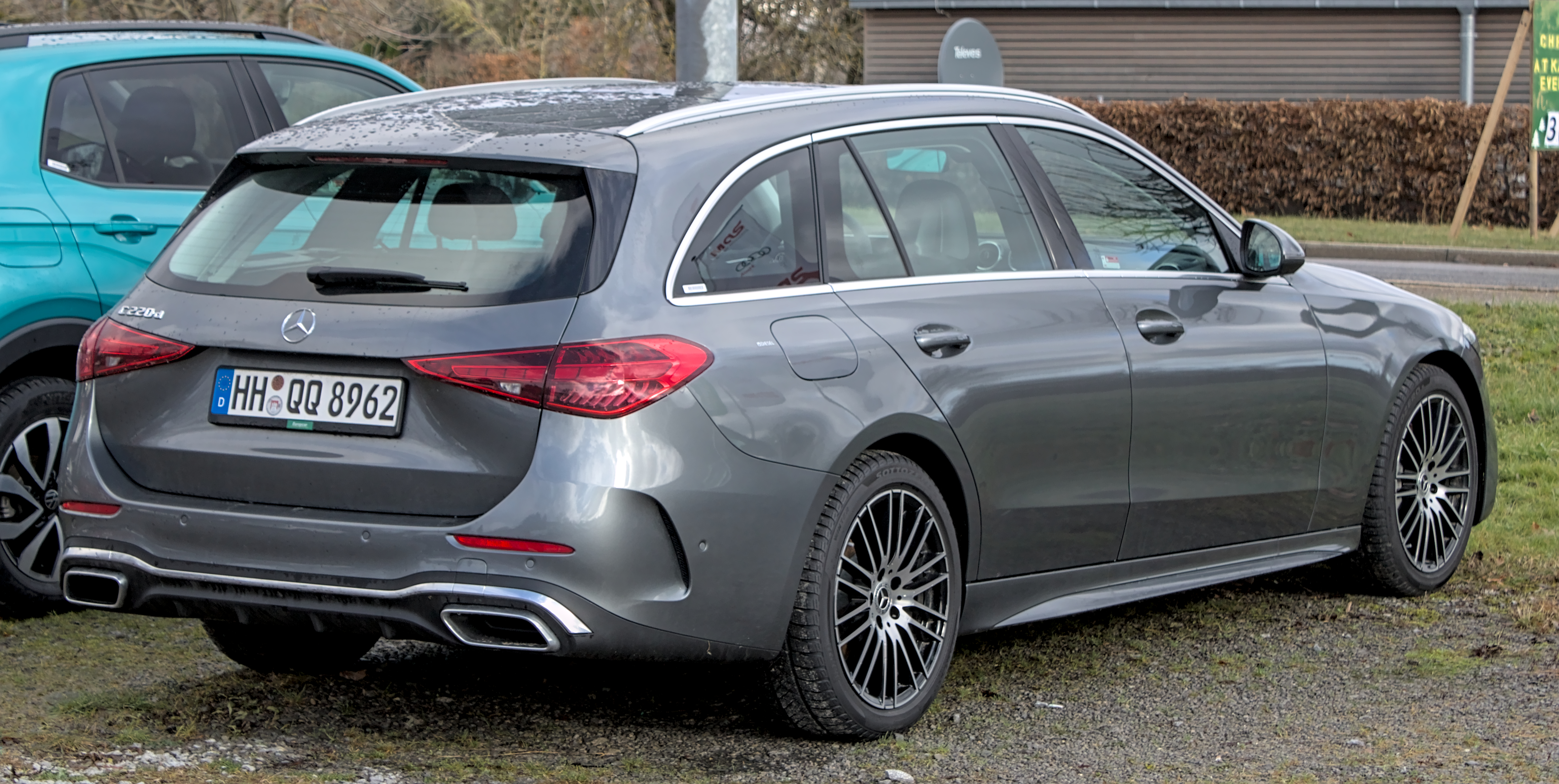
W206 C220d Estate
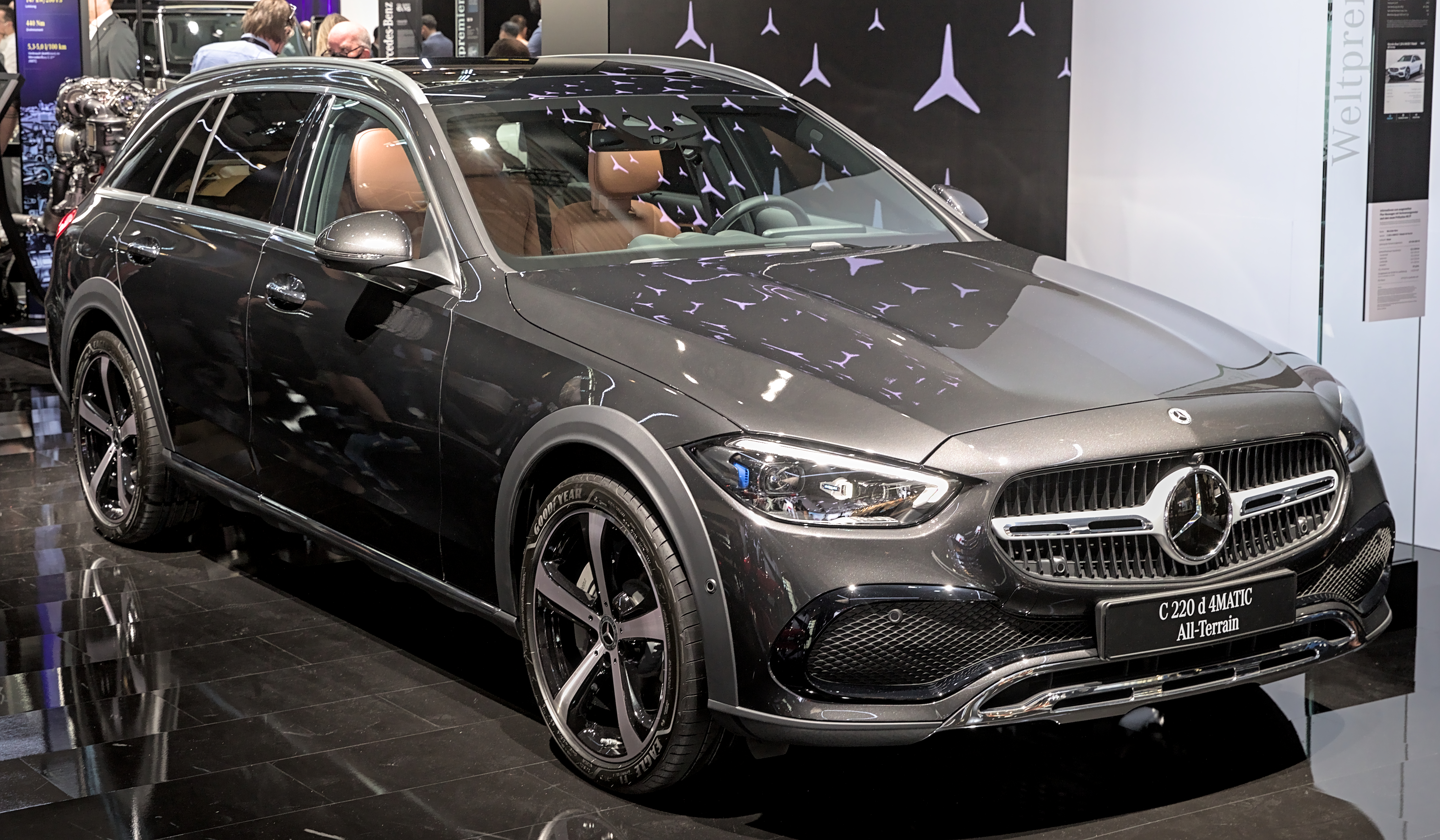
W206 C220d All-Terrain

## Производство и продажи
Статистика продаж автомобилей C-класса по годам выглядит следующим образом:
| Календарный год | Производство (седан/универсал/купе) | Продажи в США | Продажи в Китае | Продажи в Европе | Продажи в России |
| --------------- | ----------------------------------- | ------------- | --------------- | ---------------- | ---------------- |
| 2001            | -                                   | 51 210        | -               | 277 463          | -                |
| 2002            | -                                   | 64 025        | -               | 251 173          | -                |
| 2003            | -                                   | 65 982        | -               | 251 173          | -                |
| 2004            | -                                   | 69 251        | -               | 216 634          | -                |
| 2005            | -                                   | 60 658        | -               | 176 108          | -                |
| 2006            | -                                   | 50 187        | -               | 141 258          | 1607             |
| 2007            | -                                   | 63 701        | -               | 176 927          | 2549             |
| 2008            | -                                   | 72 471        | 7321            | 206 381          | 3494             |
| 2009            | -                                   | 52 427        | 16 000          | 147 077          | 1536             |
| 2010            | 313 500 (250 600 / 62 900)          | 58 785        | 27 220          | 147 077          | 2870             |
| 2011            | -                                   | 69 314        | 30 780          | 171 450          | 5450             |
| 2012            | 413 193 (-/-/48 145)                | 81 697        | 31 437          | 159 190          | 7534             |
| 2013            | -                                   | 88 251        | 37 895          | 120 285          | 6151             |
| 2014            | 316 792                             | 75 065        | 38 189          | 136 474          | 5155             |
| 2015            | 443 909                             | 86 080        | 85 080          | 173 011          | -                |

10 декабря 2009 года концерн Daimler AG объявил о том, что производство С-класса будет сосредоточено на заводах в Бремене, Германия, с дополнительными производственными мощностями в США для удовлетворения спроса местного рынка.
Самая актуальная модель, анонсированная на 2021-2022 гг: https://www.mercedes-benz.ru/passengercars/mercedes-benz-cars/models/c-class/saloon-w206/main

### Основная
- Christof Vieweg. Всё о Mercedes-Benz C-класс: модельная серия W203, публикация DaimlerChrysler-AG, Global Service = Alles über die Mercedes-Benz-C-Klasse: Modellreihe W 203: eine Publikation der DaimlerChrysler-AG, Global Service. — Штутгарт, Германия: DaimlerChrysler, Global Service, 2000. — ISBN 3932786114.
- Mercedes C-Class: технологии, отчёты, тест-драйвы, сравнительные тесты (седан, универсал, спорткупе, кабриолет, купе: все модели с 2000 года). = Mercedes C-Klasse: Technik, Fahrtberichte, Tests, Vergleichstests (Limousine, Kombi, Sportcoupé, Cabrio, Coupé: alle Modelle seit 2000). — Штутгарт, Германия: Motorbuch Verlag, 2003. — (Auto, Motor und Sport spezial). — ISBN 3613023032.
- Christof Vieweg. Всё о Mercedes-Benz C-класс: седан, универсал и спорткупе, публикация DaimlerChrysler-AG, Global Service = Alles über die Mercedes-Benz-C-Klasse: Limousine, T-Modell und Sportcoupé: eine Publikation der DaimlerChrysler-AG, Global Service. — Штутгарт, Германия: DaimlerChrysler, Global Service, 2001. — ISBN 3932786157.
- Christof Vieweg. C-Class: от Baby-Benz до бестселлера – 25 лет Mercedes-Benz C-Class = C-Klasse: Vom Baby-Benz zum Bestseller – 25 Jahre Mercedes-Benz C-Klasse. — Билефельд, Германия: Delius Klasing, 2007. — ISBN 9783768819695.
- James Taylor. Mercedes-Benz: автомобили 1990-х = Mercedes-Benz: Cars of the 1990s. — Мальборо, Великобритания: The Crowood Press, 2009. — С. 8–27, 73–90. — 192 с. — (Crowood AutoClassic Series). — ISBN 9781847970961.
- Frank Barrett. Illustrated Buyer's Guide Mercedes-Benz. — США: MBI Publishing, 1998. — (Motorbooks International Illustrated Buyer's Guide series). — ISBN 0760304513.
- R.M. Clarke. Mercedes AMG Gold Portfolio 1983-1999. — Суррей, Великобритания: Brooklands Books, 2007. — (Road Test Portfolio Series). — ISBN 9781855207455.
- R.M. Clarke. Mercedes AMG Ultimate Portfolio 2000-2006. — Суррей, Великобритания: Brooklands Books, 2007. — (Road Test Portfolio Series). — ISBN 9781855207486.
- Günter Engelen. Mercedes-Benz Personenwagen Band 3 Seit 1986. — Штутгарт, Германия: Motorbuch Verlag, 2002. — ISBN 3613021692.
- Günter Engelen. Mercedes-Benz Personenwagen Band 4 Seit 1996. — Штутгарт, Германия: Motorbuch Verlag, 2003. — ISBN 3613023482.
- Hofner, Heribert; Schrader, Halwart. Mercedes-Benz Automobile Band 2: von 1964 bis heute. — Кёнигсвинтер, Германия: Heel, 2005. — ISBN 3898804194.
- Eberhard Kittler. Typenkompass Mercedes-Benz Band 2. Personenwagen seit 1976. — Штутгарт, Германия: Motorbuch Verlag, 2002. — (Typenkompass series). — ISBN 3613022095.
- Michael Krämer. The New C-Class from Mercedes-Benz: Development and Technology = Die neue C-Klasse von Mercedes-Benz: Entwicklung und Technik. — Висбаден, Германия: Vieweg+Teubner Verlag, 2007. — (ATZ/MTZ-Typenbuch series). — ISBN 9783834803207.
- Colin Pitt. Mercedes-Benz C-Class and C63 AMG W202 W203 W204 1993 2008. — Хокли, Эссекс, Великобритания: CP Press, 2008. — ISBN 9781841556741.
- Christof Vieweg, Peter Weyer. Всё о Mercedes-Benz C-класс: публикация DaimlerChrysler AG, Global Service = Alles über die Mercedes-Benz-C-Klasse: eine Publikation der DaimlerChrysler-AG, Global Service. — Штутгарт, Германия: DaimlerChrysler, Global Service, 1997. — ISBN 3980445771.
- Rainer W. Schlegelmilch; Hartmut Lehbrink; Jochen Osterroth. Mercedes. — Кёнигсвинтер, Германия: Ullmann Publishing, 2013. — 407 с. — ISBN 9783848002672.

### Руководство пользователя, сервисные книги
- Hans-Rüdiger Etzold. Mercedes C-Klasse: Typ W 204 ab 3/07. — 1-е изд. — Билефельд, Германия: Delius Klasing, 2009. — (So wird's gemacht, Band 146). — ISBN 9783768825870.
- Hans-Rüdiger Etzold. Mercedes C-Klasse: Typ W 202 von 6/93 bis 5/00. — 10-е. — Билефельд, Германия: Delius Klasing, 2011. — (So wird's gemacht, Band 88). — ISBN 9783768808187.
- Dieter Korp. Mercedes-Benz: C 200/220/250 Diesel ab Juni 1993. — 1-е изд. — Штутгарт: Motorbuch Verlag, 1995. — (Jetzt helfe ich mir selbst series, Band 173). — ISBN 3613016192.
- Dieter Korp. Mercedes-Benz: C 180/200/220/280 Benziner ab Juni 1993. — 4-е изд. — Штутгарт: Motorbuch Verlag, 2003. — (Jetzt helfe ich mir selbst series, Band 167). — ISBN 3613016125.
- Dieter Korp. Mercedes-Benz: C-Klasse (W203). — 4-е изд. — Штутгарт: Motorbuch Verlag, 2006. — (Jetzt helfe ich mir selbst series, Band 245). — ISBN 3613024659.
- Dieter Korp. Mercedes-Benz: C-Klasse (W204). — 1-е изд. — Штутгарт: Motorbuch Verlag, 2013. — (Jetzt helfe ich mir selbst series). — ISBN 978-3613035690.
- Peter T. Gill. Mercedes-Benz C-Class 4- & 5-cyl Sept 2000 to May 2007 Petrol & Diesel Owners Workshop Manual. — Спаркфорд, Великобритания: Haynes, 2009. — (Haynes Service and Repair Manual Series). — ISBN 9781844257805.
- A.K. Legg, R.M.Jex. Mercedes-Benz C180 C200 C220 C230 & C250 1993 to August 2000 Service and Repair Manual. — Великобритания: Haynes, 2003. — (Haynes Service and Repair Manual Series). — ISBN 1859605117.
- Peter Russek. Mercedes-Benz C-Class Series 202 – 1993 to 1999 C180, C200, C220, C230, C240, C280. — Кэвершем, Беркшир, Великобритания: Peter Russek Publications, 2006. — (Pocket Mechanic Vehicle Manual). — ISBN 1898780927.
- Peter Russek. Mercedes-Benz C-Class Series 202 – 1993 to 1999 C200D, C220D, C250D, C250TD, C200 CDI, C220 CDI. — Кэвершем, Беркшир, Великобритания: Peter Russek Publications, 2006. — (Pocket Mechanic Vehicle Manual). — ISBN 1898780676.
- Mercedes-Benz C-Class (W202) Service Manual: C220, C230, C230 Kompressor, C280 1994, 1995, 1996, 1997, 1998, 1999, 2000. — США: Bentley Publishers, 2011. — ISBN 9780837616926.
- Mercedes C-Klasse ab April 1993. — Швейцария: Verlag Bucheli, 1995. — (Reparaturanleitung series, Band 1189.). — ISBN 371681895X.
- Mercedes C-Klasse ab 2000. — Швейцария: Verlag Bucheli, 2006. — (Reparaturanleitung series, Band 1283.). — ISBN 371682075X.